# Songs from the Sparkle Lounge
Songs from the Sparkle Lounge es el décimo álbum de estudio y el número catorce en general de la banda de hard rock británica Def Leppard. Fue publicado el 25 de abril de 2008 en Europa y 29 de abril en América del Norte, y fue el primer álbum de la banda con material nuevo desde su álbum de 2002 X. 

## Historia
En una entrevista en Radio Rockline, dos miembros de la banda, Joe Elliott y Vivian Campbell declararon que el título de su más reciente álbum de estudio sería Songs From The Sparkle Lounge (literalmente “Canciones del Salón que Brilla”), diciendo que "Hasta que alguien se le ocurre un nombre mejor que éste será el título definitivo en caso de publicarse". También mencionó la posibilidad del regreso del productor de anteriores discos de Def Leppard, Mutt Lange, para estar involucrado con algunas canciones para el álbum, pero al final esta colaboración no resultó ser posible debido a problemas de agenda.. Sin embargo, Joe Elliott ha declarado que la banda y Mutt Lange todavía planean trabajar en algunas canciones juntos en el futuro. 
En una entrevista con Billboard.com, Joe Elliott dijo que el título del álbum es una referencia a una zona detrás del escenario en donde la banda demuestra que trabaja en nuevo material. "Hay un mini (tambor) kit, mini amplificadores, una grabadora y luces brillantes". Elliott también declaró que no se interpretó ninguna vista previa de las canciones, ya que no quería que aparecen en sitios web como YouTube antes del lanzamiento del álbum. 
Los miembros de la banda han descrito las canciones del álbum están escritas en el estilo de Hysteria , con el estilo de producción de High 'n' Dry. El primer sencillo del álbum, "Nine Lives" cuenta con el cantante de country Tim McGraw. 
Joe Elliott ha declarado en el sitio oficial de la banda que el concepto de este álbum es que suena más a "principios de los 70´s de AC/DC" y muy similar a la canción de Led Zeppelin , "Rock and Roll". 
El título de una de las canciones de la lista de canciones, "Give It Away", fue cambiado a "Gotta Let It Go". 
El 25 de abril de 2008, la etiqueta de Def Leppard creó una página web con muestras de cada canción en el álbum. 
El álbum debutó en el # 5 en el Billboard 200, yendió cerca de 55.000 copias en su primera semana de lanzamiento.

## Recepción
La respuesta inicial de la crítica a Songs From The Sparkle Lounge fue promedio. En Metacritic, que asigna una puntuación estándar normalizada sobre 100 según comentarios de la prensa dominante, le dio una media ponderada de 47, a partir de 8 comentarios recibidos.

## Comentarios
Editado en 2008, en este álbum, Def Leppard retoma un sonido más roquero, dejando de lado en su totalidad las baladas que les fueron características en su anterior disco de material inédito "X".
Son 11 temas en los que existe diversidad de sonidos e influencias, mostrando temas como "Nine Lives" donde cantan con Tim McGrow, dándole un toque de "Rock Country" con grandes coros y sincronización de voces excelente, "C`mon C'mon" un tema que muestra la esencia de su anterior disco de versiones "Yeah!" la Power Ballad "Love" que en el cambio de ritmo de la canción hacen una clara reverencia a Queen con el solo potente de guitarra que hace recordar a Bryan May, "Hallucinate" canción que hace recordar a Thin Lizzy, "Tomorrow" con una gran entrada de guitarra o "Bad Actress" una gran canción, rápida, llena de rock, y un excelente solo de guitarra combinado de Vivian Campbell y Phil Collen, "Cruise Control" estilo New Age, con el toque de Def Leppard. Un disco para disfrutar.

## Lista de canciones
| N.º | Título                                  | Escritor(es)                             | Duración |  |
| 1.  | «Go»                                    | Phil Collen, Joe Elliott                 | 3:20     |  |
| 2.  | «Nine Lives» (presentando a Tim McGraw) | Collen, Elliott, Tim McGraw, Rick Savage | 3:32     |  |
| 3.  | «C'mon C'mon»                           | Savage                                   | 4:09     |  |
| 4.  | «Love»                                  | Savage                                   | 4:17     |  |
| 5.  | «Tomorrow»                              | Collen                                   | 3:35     |  |
| 6.  | «Cruise Control»                        | Vivian Campbell                          | 3:03     |  |
| 7.  | «Hallucinate»                           | Collen                                   | 3:17     |  |
| 8.  | «Only the Good Die Young»               | Campbell                                 | 3:34     |  |
| 9.  | «Bad Actress»                           | Elliott                                  | 3:03     |  |
| 10. | «Come Undone»                           | Elliott                                  | 3:32     |  |
| 11. | «Gotta Let It Go»                       | Campbell                                 | 3:55     |  |

### Bonus track edición Reino Unido eiTunes
| UK and iTunes bonus track |                        |              |          |  |
| N.º                       | Título                 | Escritor(es) | Duración |  |
| 12.                       | «Love» (Piano Version) | Savage       | 4:22     |  |

### Bonus tracks edición japonesa
| Japanese bonus tracks |                                    |                                |          |  |
| N.º                   | Título                             | Escritor(es)                   | Duración |  |
| 12.                   | «Love» (Piano Version)             | Savage                         | 4:22     |  |
| 13.                   | «Nine Lives» (Def Leppard Version) | Collen, Elliot, McGraw, Savage | 3:33     |  |

### Deluxe Edition Bonus DVD
- "Behind The Curtain"
- "The Sparkle Lounge Commentary"
- "Nine Lives" Videoclip

## Posiciones en listas
| Año  | Listas                   | Posición |
| ---- | ------------------------ | -------- |
| 2008 | Billboard 200            | 5        |
| 2008 | UK Albums Chart          | 10       |
| 2008 | Ireland Albums Chart     | 32       |
| 2008 | New Zealand Albums Chart | 26       |
| 2008 | Germany Albums Chart     | 43       |
| 2008 | France Albums Chart      | 118      |
| 2008 | Canadian Albums Chart    | 7        |
| 2008 | Swiss Albums Chart       | 26       |
| 2008 | Sweden Albums Chart      | 26       |
| 2008 | Norway Albums Chart      | 15       |
| 2008 | Finnish Albums Chart     | 27       |
| 2008 | World Albums Chart       | 8        |

## Personal
- Rick Savage – bajo, coros, guitarras adicionales
- Joe Elliott – vocales
- Rick Allen – bater{ia¸ coros
- Phil Collen – guitarras, coros
- Vivian Campbell – guitarras, coros

### Personal adicional
- Tim McGraw – vocales on "Nine Lives"